# L'Aquila
L'Aquila (tiếng Ý: [ˈlaːkwila] ⓘ, nghĩa là "Con Đại bàng") là một thành phố và là tỉnh lỵ của tỉnh cùng tên, trong vùng Abruzzo của nước Ý. Đô thị này có diện tích 466,87 km², dân số tính đến ngày 31 tháng 12 năm 2006 là 72.222 người.

## Lịch sử
L'Aquila hay bị động đất. Lịch sử ghi nhận những trận địa chấn lớn vào những năm 1315, 1349, 1452, 1501, 1646, 1703. Mới đây nhất là vào ngày 6 Tháng Tư năm 2009 lúc 03:32 CET, một trận động đất 6,3 độ Richter với trung tâm ở 42°25′22″B 13°23′40″Đ / 42,4228°B 13,3945°Đ gần L'Aquila đã làm hư hại nhiều nhà cửa. Truyền thông Ý loan tin một số dinh thự lịch sử ở trung tâm thành phố đã sập, với số tử vong lên đến hàng trăm người. Số người bị thương lên khoảng 1.500 người và nhiều người gặp cảnh màn trời chiếu đất. Một số học sinh bị chôn lấp dưới căn ký túc xá đang đợi giải cứu.
Trận động đất được ghi nhận khắp vùng Abruzzo và ở tận Roma, Lazio, Molise, Umbria, and Campania.

## Thắng cảnh

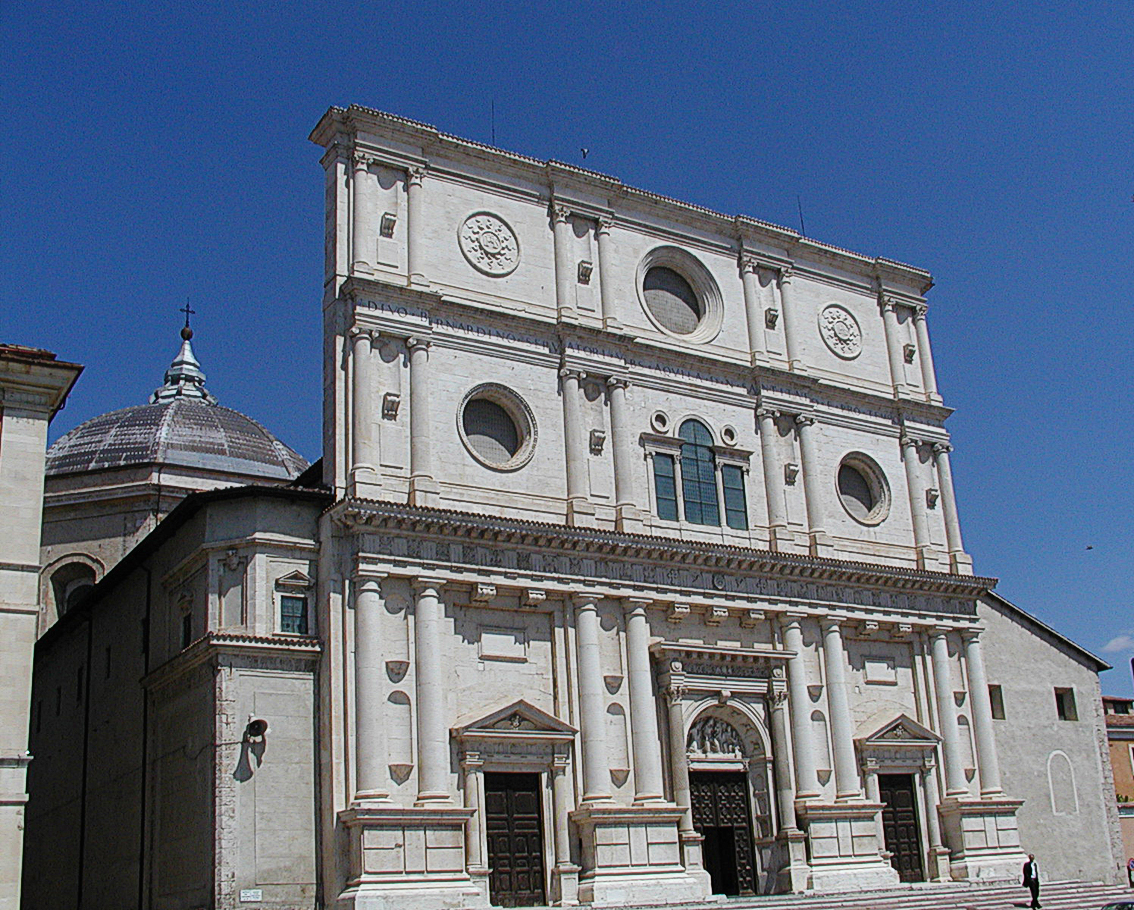
Mặt tiền thánh đường San Bernardino

L'Aquila là nơi du lịch chỉ cách Roma một tiếng rưỡi xe. Dân thủ đô thường tìm đến L'Aquila trượt tuyết vào mùa đông hoặc đi trèo núi vào mùa hè.
Ở ngọn đồi cao nhất giữa thành phố là khu cổ thành Forte Spagnolo, do phó vương Don Pedro de Toledo của Tây Ban Nha xây từ năm 1534. Đồn lũy này nay dung làm cơ sở của Viện Bảo tàng Quốc gia Abruzzo.
Trong số các cổ tích khác phải kể:
- Phế tích thành cổ La Mã Amiternum.
- Lâu đài Rocca Calascio. Tòa lâu đài này xây ở trên ngọn núi cao nên có đặc danh là lâu đài ở đỉnh cao nhất Âu châu. Đây cũng được dùng làm hậu cảnh cho phim Ladyhawke quay vào thập niên 1980.
- Thánh đường chính tòa (Duomo) mang niên đại thế kỷ 13. Tòa nhà này bị hư hại nhiều sau trận động đất năm 1703 và mặt tiền đã được xây lại vào thế kỷ 19.
- Nhà thờ San Bernardino di Siena (1472) mang phong cách thời Phục hưng thực hiện bởi Nicolò Filotesio. Bên trong là ngôi mộ của thánh Bernardino. Phần trang trí điêu khắc là do Silvestro Ariscola (1480).
- Nhà thờ Santa Maria di Collemaggio (1270-1280) cách L'Aquila không xa, xây bằng đá hoa trắng và đỏ. Bên trong có mộ của Giáo hoàng Celestine V (1517).
- Bồn phun nước Fontana delle novantanove cannelle với 99 vòi, xây từ năm 1272.
- Mộ của Karl Heinrich Ulrichs. Ông là người Đức, vào thế kỷ 19 là nhà tiên phong trong phong trào bình quyền của giới đồng tính luyến ái. Ông cư ngụ ở L'Aquila một thời gian và mất ở đây. Hằng năm người đồng tính từ khắp năm châu tụ tập ở đây để tưởng nhớ đến ông.

## Các làng
Aragno, Arischia, Assergi, Bagno#REDIRECT  Lưu trữ ngày 14 tháng 9 năm 2008 tại Wayback Machine, Bazzano, Camarda, Cese, Civita di Bagno, Casaline, Collebrincioni, Colle di Preturo, Colle di Roio, Colle di Sassa, Collefracido, Coppito, Filetto di Camarda, Foce, Genzano, Monticchio, Onna, Paganica, Pagliare di Sassa, Palombara, Pescomaggiore, Pianola, Poggio di Roio, Preturo, Ripa, Roio Piano, San Benedetto, San Giuliano, San Gregorio, Sant'angelo, Sant'Elia, San Vittorino, Santi, Sassa, Tempera, Vallesindola.

## Các đô thị giáp ranh
Antrodoco (RI), Barete, Barisciano, Borgorose (RI), Cagnano Amiterno, Campotosto, Capitignano, Crognaleto (TE), Fano Adriano (TE), Fossa, Isola del Gran Sasso d'Italia (TE), Lucoli, Magliano de' Marsi, Ocre, Pietracamela (TE), Pizzoli, Rocca di Cambio, Rocca di Mezzo, Santo Stefano di Sessanio, Scoppito, Tornimparte.